# Angelo Jank
Angelo Jank, född den 30 oktober 1868 i München, död där den 9 oktober 1940, var en tysk målare.
Jank, som var professor vid akademien i sin hemstad och medlem av Secessionen, var representant för modernism och kolorism, dessutom en betydande monumentalmålare. Han målade landskap, utsikter från gamla städer (motiv från Rothenburg, 1899, i Nya pinakoteket), bilder från sportvärlden, porträtt i fria luften (en parforcejakt, 1801, Ella och Bella – dam med häst – 1903). Han utförde tre väggmålningar, beställda för plenisalen i Berlins riksdagshus: en föreställande Karl den store, en Fredrik Barbarossa och en Vilhelm I ridande över slagfältet vid Sedan. De beställda målningarna, fullbordade och uppsatta på sina platser hösten 1908, blev emellertid efter riksdagens beslut nedtagna igen – ett förfarande, som åstadkom mycken harm och skarpa protester från konstnärskretsar och tidningar. Målningarna blev 1909 uppsatta i en annan sal i riksdagshuset.